# Murdannia stricta
Murdannia stricta är en himmelsblomsväxtart som beskrevs av John Patrick Micklethwait Brenan. Murdannia stricta ingår i släktet Murdannia och familjen himmelsblomsväxter. Inga underarter finns listade.